# Henry Walford Davies

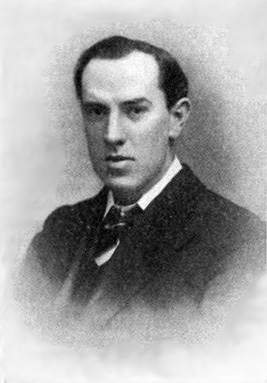
Walford Davies, 1905

Sir Henry Walford Davies  (* 6. September 1869 in Oswestry, Shropshire; † 11. März 1941 in Wrington, Somerset), oft auch nur Walford Davies, war ein englischer Komponist, Organist und Hochschullehrer. Ab 1934 hatte er den Ehrentitel des Master of the King’s Music inne.

## Leben und Werk
Nach erster musikalischer Ausbildung als Assistent von Walter Parratt im Chor der St George’s Chapel von Windsor Castle wurde Walford Davies ab 1890 Student am Royal College of Music bei Hubert Parry und Charles Villiers Stanford. Ab 1895 unterrichtete er dort selbst als Lehrer für Kontrapunkt. 1898 wurde er Organist der Londoner Temple Church und bekleidete diese Stelle 21 Jahre lang. Außerdem wirkte er von 1903 bis 1907 als Dirigent des Londoner Bach Choir. 1918 wurde er Musikdirektor bei der RAF und von 1919 bis 1926 war er Musikprofessor am University College of Wales in Aberystwyth. Als Vorsitzender des walisischen National Council of Music baute er das dortige Musikwesen erheblich aus. Ab 1924 wurde er als Nachfolger von Frank Bridge Professor für Musik am Gresham College. Von 1927 bis 1932 wirkte er zudem als Organist der St. George’s Chapel von Windsor.
Walford Davies wurde 1922 als Knight Bachelor geadelt und 1934 wurde ihm in Nachfolge von Edward Elgar der Ehrentitel des Master of the King’s Music verliehen (Nachfolger nach seinem Tod wurde Arnold Bax).
Ab 1926 betreute Walford Davies bei der BBC die regelmäßige Sendung „Music and the Ordinary Listener“. Seine Rundfunkvorträge wurden 1935 gesammelt in Buchform als „The Pursuit of Music“ publiziert. Hinzu kamen zahlreiche Radiosendungen über Musik für Kinder sowie Plattenaufnahmen instruktiven Inhalts für das Label His Master’s Voice.
Das kompositorische Werk von Henry Walford Davies ist heute weitgehend vergessen. Hierzu zählen mehrere Oratorien über biblische Themen, aber auch weltliche Chorwerke. Die 1904 entstandene Kantate „Everyman“ wurde wiederholt erfolgreich aufgeführt. 1937 trug er mehrere Chorwerke zur Krönung von Georg VI. bei und wurde als Knight Commander in den Royal Victorian Order aufgenommen. Walford Davies schuf außerdem Orchesterwerke (darunter eine frühe Sinfonie in D-Dur 1894, eine weitere in G-Dur von 1911 sowie 1927 eine Children’s Symphony), Kammermusik (u. a. 5 Violinsonaten), zahlreiche Lieder, Anthems, Hymnen und Orgelkompositionen. Sein „Royal Air Force March Past“ von 1918 blieb Repertoirestück für Marching Bands.